# Classe Admiral (nave da battaglia)
La classe Admiral fu una classe di navi corazzate della Royal Navy britannica costruite negli anni 80 del XIX secolo. Erano l'evoluzione della precedente classe Devastation, con lo stesso schema d'armamento principale in torrette sulla linea di simmetria della nave, a prua e a poppa delle sovrastrutture. Questo schema fu poi seguito da quasi tutti i progetti inglesi fino alla HMS Dreadnought del 1906. Furono conosciute col nome di classe Admiral perché tutte le navi, ad eccezione di una, avevano nomi di ammiragli britannici.

## Caratteristiche del progetto
Le unità della classe avevano una lunghezza di 101 m, un baglio massimo di 21 m e un'immersione di progetto di 8 m. Il dislocamento era attorno alle 10800 t.
La velocità massima delle unità con tiraggio naturale delle caldaie era di 16 nodi, ma con il tiraggio forzato raggiunsero anche i 17,5 nodi. Le caldaie a carbone avevano una potenza a tiraggio naturale di 5590 kW e di 8580 kW a tiraggio forzato. Il vapore prodotto dalle caldaie era usato da due motori a vapore, accoppiati ad altrettante eliche.

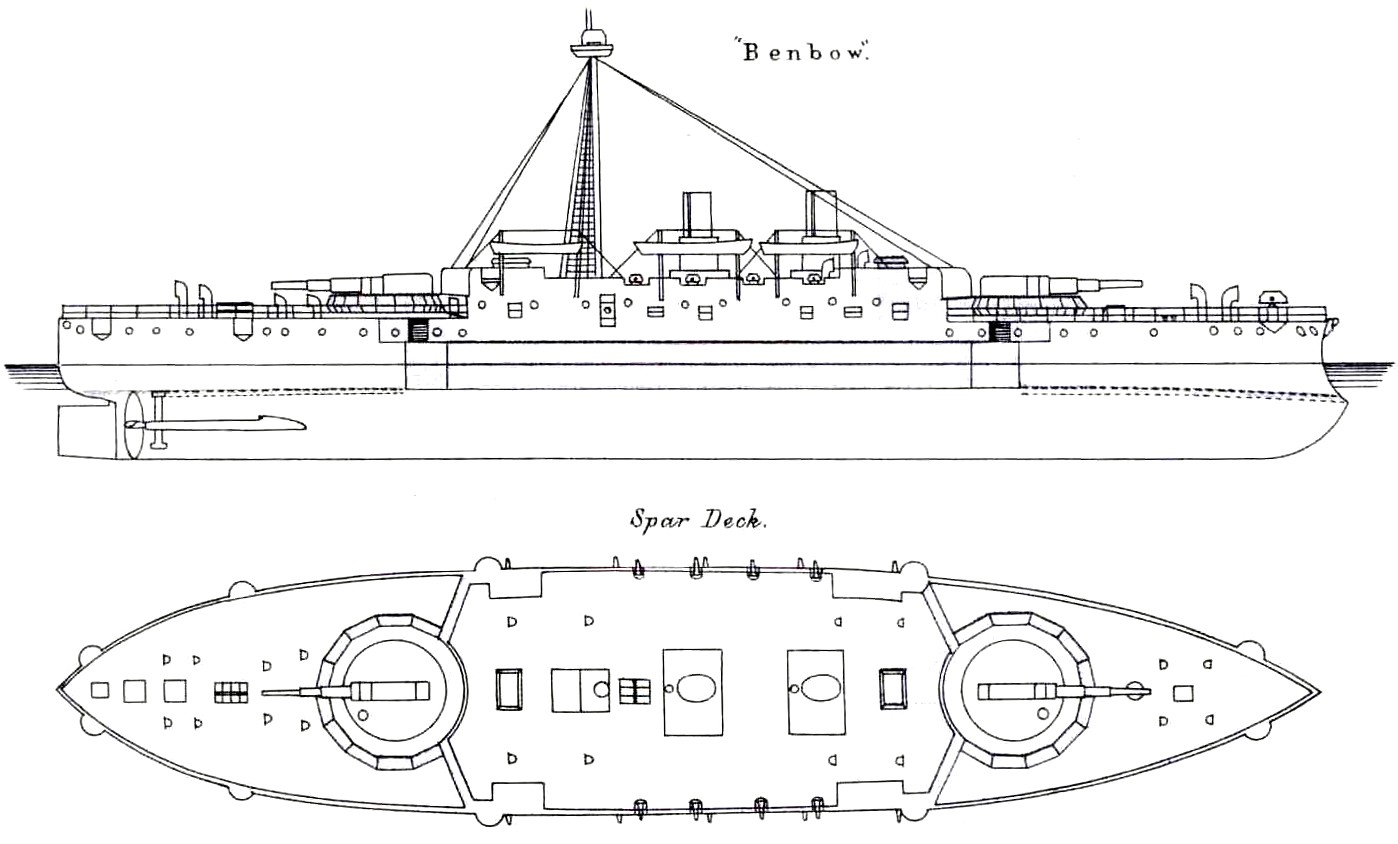
Vista longitudiale e del ponte della HMS Benbow

L'armamento non fu uniforme sulle sei navi. Generalmente l'armamento principale consisteva in quattro cannoni da 343/30 in due torrette binate, ma la Benbow ebbe due cannoni da 413/30 in due torrette singole e la Collingwood quattro cannoni da 305/25 in due torrette binate. In tutti i progetti comunque le torrette erano sempre posizionate a prua e a poppa della sovrastruttura. L'armamento secondario consisteva in 6 cannoni da 152 mm, 12 cannoni Hotchkiss da 57 mm e 10 cannoni Hotchkiss da 47 mm (8 sulla Collingwood). La Benbow ebbe nuovamente un armamento differente, anche se solo in numero di pezzi, con 10 cannoni da 152 mm, 12 cannoni da 57 mm e 7 da 47 mm. Tutte le navi furono dotate di 5 tubi lanciasiluri da 356 mm, tranne la Collingwood che ne ebbe uno in meno.
La cintura corazzata era spessa tra i 457 e i 203 mm, assottigliandosi alle estremità. Le barbette dei cannoni erano protette da 292-254 mm di corazzatura e il torre di comando era spesso tra i 305 e i 51 mm. Il ponte protetto era corazzato con uno spessore tra 76 e 51 mm mentre le paratie trasversali variavano tra i 406 e i 178 mm.

## Unità
| Nave        | da                      | Costruttore              | Impostazione     | Varo             | Entrata in servizio | Destino finale                   |
| ----------- | ----------------------- | ------------------------ | ---------------- | ---------------- | ------------------- | -------------------------------- |
| Collingwood | Cuthberth Collingwood   | Arsenale di Pembroke     | 12 luglio 1880   | 22 novembre 1882 | 1 luglio 1887       | Demolita a Dunston nel 1909      |
| Anson       | George Anson            | Arsenale di Pembroke     | 24 aprile 1883   | 17 febbraio 1886 | 28 maggio 1889      | Demolita a Upnor nel 1909        |
| Camperdown  | Battaglia di Camperdown | Arsenale di Portsmouth   | 18 dicembre 1882 | 24 novembre 1885 | 18 luglio 1889      | Demolita a Swansea nel 1911      |
| Howe        | Richard Howe            | Arsenale di Pembroke     | 2 giugno 1882    | 28 aprile 1885   | 18 luglio 1889      | Demolita a Briton Ferry nel 1912 |
| Rodney      | George Brydges Rodney   | Arsenale di Chatham      | 6 febbraio 1882  | 8 ottobre 1884   | 20 giugno 1888      | Demolita nel 1909                |
| Benbow      | John Benbow             | Thames Ironworks, Londra | 1 novembre 1882  | 15 giugno 1885   | 14 giugno 1888      | Demolita nel 1909                |

### HMSCollingwood
La Collingwood entrò in servizio a Portsmouth il 1º luglio 1887 per la rivista militare indetta per il giubileo d'oro della regina Vittoria e fu poi posta in riserva in agosto. Fu assegnata al Mediterraneo, dove servì tra il novembre 1889 e il marzo 1897. Divenne poi una nave per la difesa costiera nella baia di Bantry fino al giugno 1903, quando fu posta in disarmo e in riserva, dove rimase fino alla vendita per essere demolita.

### HMSRodney

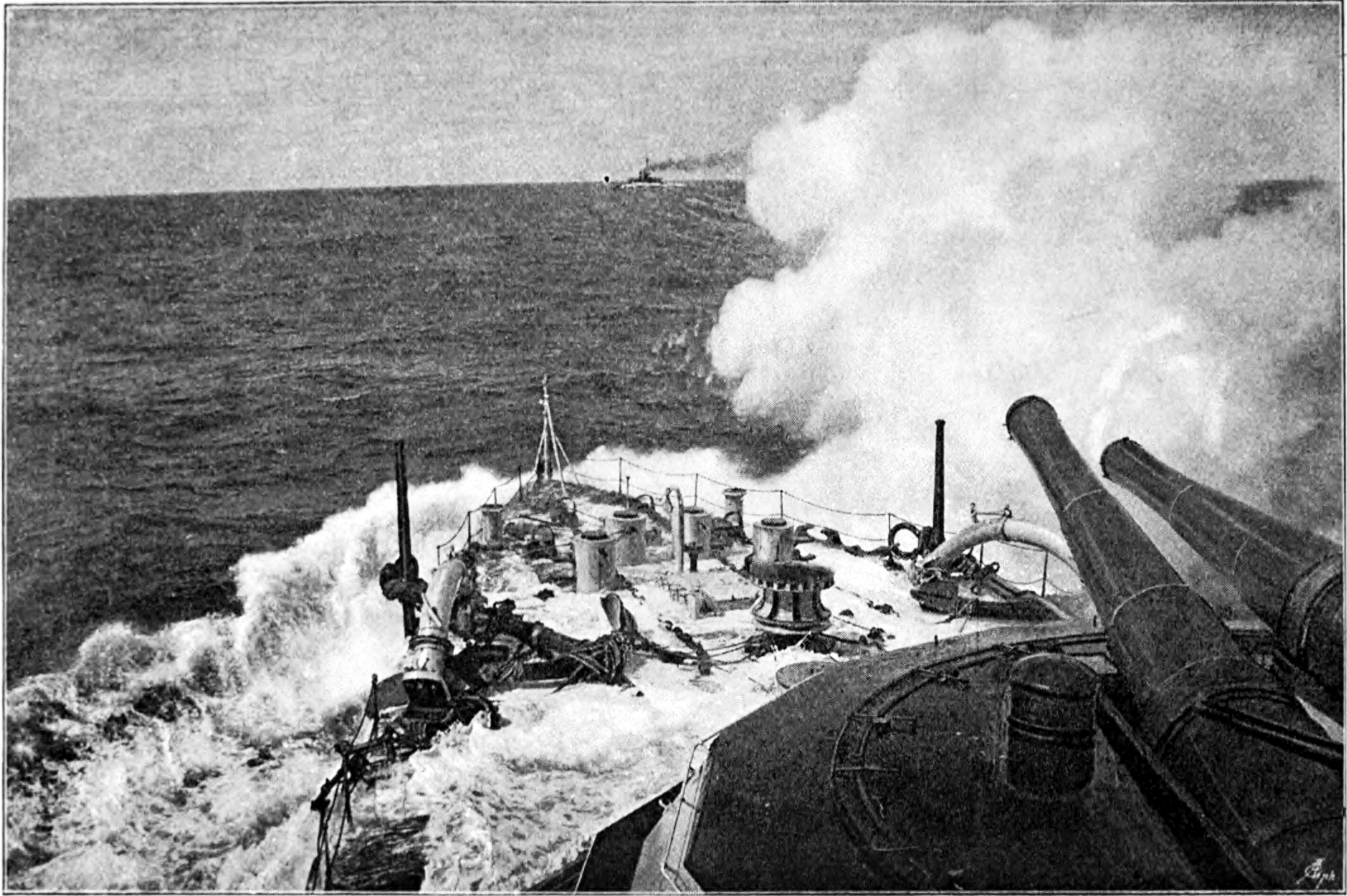
Bordata prodiera in navigazione della Rodney, 1892.

La Rodney entrò in servizio il 20 giugno 1888 nella Home Fleet. Rimase in riserva fino al luglio 1889 e, dopo aver preso parte fino a settembre ad alcune manovre navali, fu assegnata alla Channel Fleet, dove servì fino al maggio 1894. Fu poi riassegnata al Mediterraneo, dove rimase fino al 1897. In seguito servì come nave per la difesa costiera a Queensferry fino al febbraio 1901. La nave fu poi posta in disarmo e in riserva fino a quando nel 1909 non fu venduta per essere demolita.

### HMSHowe
La Howe fu consegnata a Portsmouth il 15 novembre 1885, completa eccetto per l'armamento principale. Entrò in servizio nel luglio 1889 per prendere parte alle manovre della flotta. Finalmente completa, nel maggio 1890 fu assegnata alla Channel Fleet e poi al Mediterraneo. Il 2 novembre 1892 s'incagliò su degli scogli a El Ferrol e fu salvata con grande difficoltà, essendo finalmente libera solo il 30 marzo 1893. Fu posta in disarmo a Chatham per essere riparata e revisionata e poi servì nel Mediterraneo fino al 1896, quando divenne la nave di guardia al porto di Queenstown. Nel 1901 fu posta in riserva, dove rimase fino al 1910, quando fu venduta per essere demolita.

### HMSCamperdown
La Camperdown entrò in servizio a Portsmouth il 18 luglio 1889 e inizialmente fu posta in riserva. Nel dicembre 1889 fu assegnata alla Mediterranean Fleet come ammiraglia, dove rimase con quest'incarico fino al maggio 1890. Fu posta in disarmo nel maggio 1892 e ricommissionata nel luglio dello stesso anno sempre nella Mediterranean Fleet. Il 22 giugno 1893 ebbe una collisione con la nave da battaglia Victoria, portando a 358 morti, tra cui il viceammiraglio Sir George Tryon. All'inizio del 1897 divenne parte della Squadra Internazionale, una forza multinazionale di unità della marina italiana, austroungarica, francese, tedesca, russa e britannica che intervenne nella rivolta scoppiata a Creta nel 1897-1898 tra i greci cristiani e il governo dell'impero ottomano. La nave sparò per la prima volta a reali obiettivi bellici durante i bombardamenti dell'isola. Nel settembre 1899 fu posta in riserva di categoria B e nel maggio 1900 fu posta in riserva in cantiere. Nel luglio dello stesso anno fu ricommissionata come nave per la difesa costiera a Lough Swilly, dove rimase fino al maggio 1903. La nave fu poi posta in riserva a Chatham fino al 1908 e poi utilizzata come nave caserma ad Harwich per i sommergibilisti, fino a quando nel 1911 non fu venduta per essere demolita.

### HMSAnson
La Anson arrivò a Portsmouth dal cantiere di Pembroke nel marzo 1887 e rimase lì all'ancora per due anni, lentamente approntata per il mare, mentre si aspettavano i tempi di produzione dei suoi cannoni principali. Il 28 maggio 1889 entrò finalmente in servizio come ammiraglia del retroammiraglio comandante della Channel Fleet. Il 17 marzo 1891 il piroscafo SS Utopia ebbe una collisione accidentale con la  Anson nella baia di Gibilterra. Nell'incidente persero la vita 562 tra i passeggeri, l'equipaggio della Utopia e due soccorritori della HMS Immortalité. La Anson non soffrì alcuna perdita o danno.
Nel settembre 1893 la Anson fu trasferita nel Mediterraneo, dove servì fino al gennaio 1900, con un ammodernamento a Malta nel 1896. Tornò in patria e fu posta in disarmo a Devonport nel gennaio 1901, rientrando in servizio nella recentemente formata Home Fleet nel marzo dello stesso anno. Nel maggio 1904 la Anson fu definitivamente disarmata e posta in riserva, dove rimase fino al 13 luglio 1909, quando fu venduta per essere demolita.

### HMSBenbow
La Benbow entrò in servizio il 14 giugno 1888 nella Mediterranean Fleet, dove servì fino all'ottobre 1891. Fu poi posta in riserva fino al marzo 1894, con due brevi riarmi per prendere parte alle manovre addestrative della flotta. Fino all'aprile 1904 servì come nave di guardia al porto di Greenock e poi fu posta in riserva fino al 1909, quando fu venduta per essere demolita.